# Macchietta

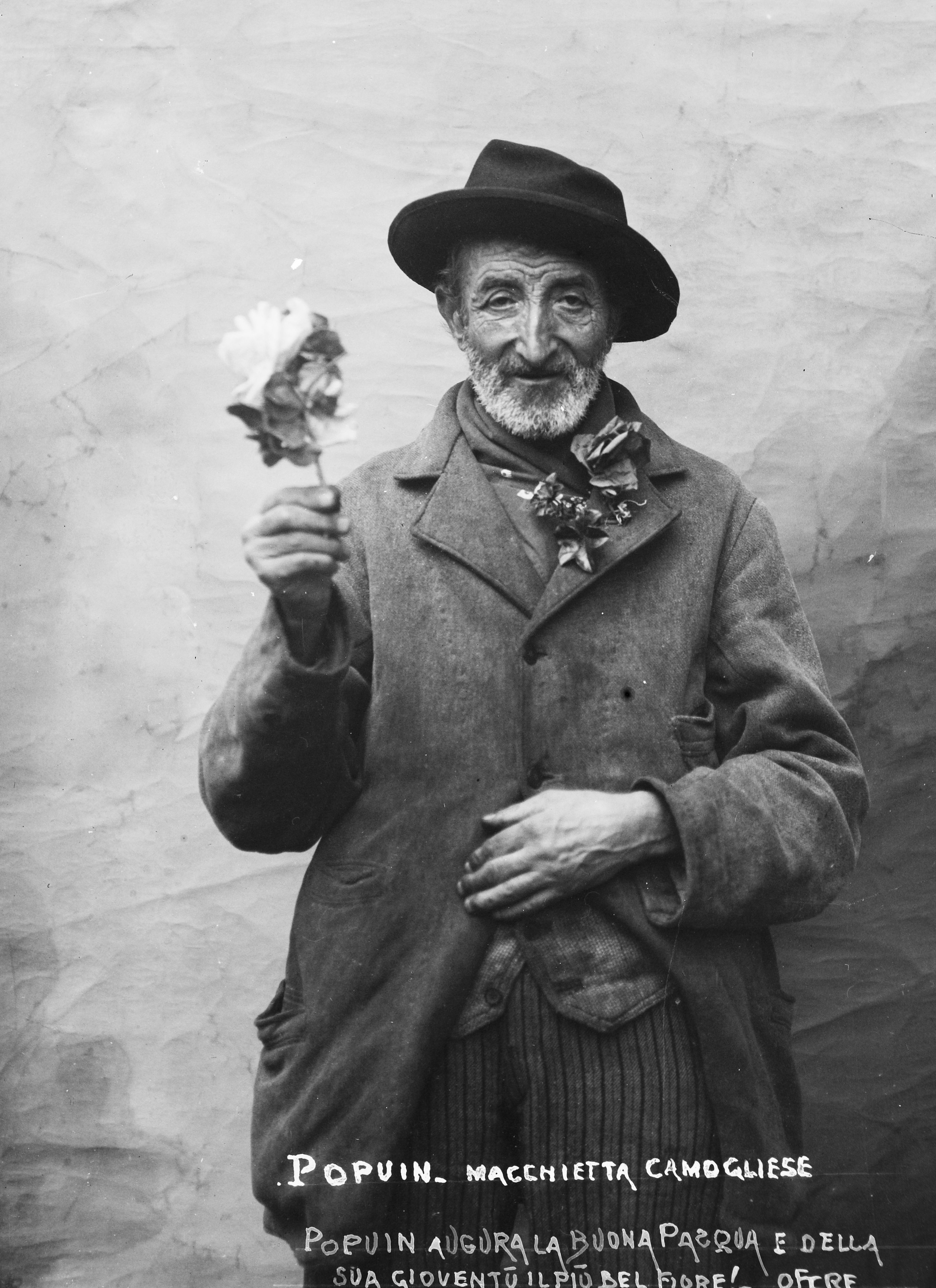
"Popuin", macchietta camogliese di fine Ottocento. La didascalia afferma ironicamente: "Popuin augura la buona Pasqua e della sua gioventù il più bel fiore!... offre".

La macchietta, nel teatro di prosa o di varietà, è un personaggio che interpreta un ruolo comico o burlesco, dotato di aspetti marcatamente caricaturali o molto caratteristici, con finalità specificamente umoristiche o ridicole.

## Storia
Nello spettacolo di varietà, nel periodo tra la fine dell'Ottocento e l'inizio del Novecento, la macchietta era un numero comico a metà fra il monologo e la canzone umoristica. Come quest'ultima aveva spesso una musica, parte della messa in scena, ma, a differenza della canzone, veniva suonata con una funzione di accompagnamento alla mimica dell'interprete: la musica doveva favorire e accentuare le trovate sceniche del macchiettista, mentre gli eventuali inserti cantati erano brevi e accessori. Nacque forse in Francia, ma ebbe particolare sviluppo e importanza in Italia, specie nella tradizione tardo ottocentesca e novecentesca napoletana, che ottenne un amplissimo successo popolare. Fra i maggiori esponenti della prima generazione vi fu Nicola Maldacea, molto apprezzato anche dalla critica e da intellettuali come Trilussa.
La figura della macchietta ha avuto differenti evoluzioni nelle successive epoche, legandosi alla scrittura per l'avanspettacolo, il teatro di rivista, il varietà, la sceneggiata, la canzone burlesca.
Pur essendo nata con funzioni strettamente umoristiche o ridicole, a cui tradizionalmente la scrittura di scena dedicava meno complessità drammaturgica rispetto al personaggio comico o satirico di costume, la produzione macchiettistica è riuscita in più occasioni, come nel caso della tradizione napoletana a influenzare significativamente la produzione culturale comico-satirica dell'epoca, mettendo a nudo il perbenismo, il conformismo, il bigottismo, l'opportunismo morale e, più in generale, le contraddizioni dell'epoca in cui operava. Classici esempi di macchietta, in alcuni casi divenuti poi veri e propri personaggi comici, possono essere Ciccio Formaggio (interpretato da Nino Taranto), Gastone (di Ettore Petrolini), Pappagone di Peppino De Filippo, o i personaggi descritti da autori e interpreti come Armando Gill, Ernesto Murolo, Aldo Fabrizi, Eduardo Scarpetta o Gilberto Govi.

## Descrizione

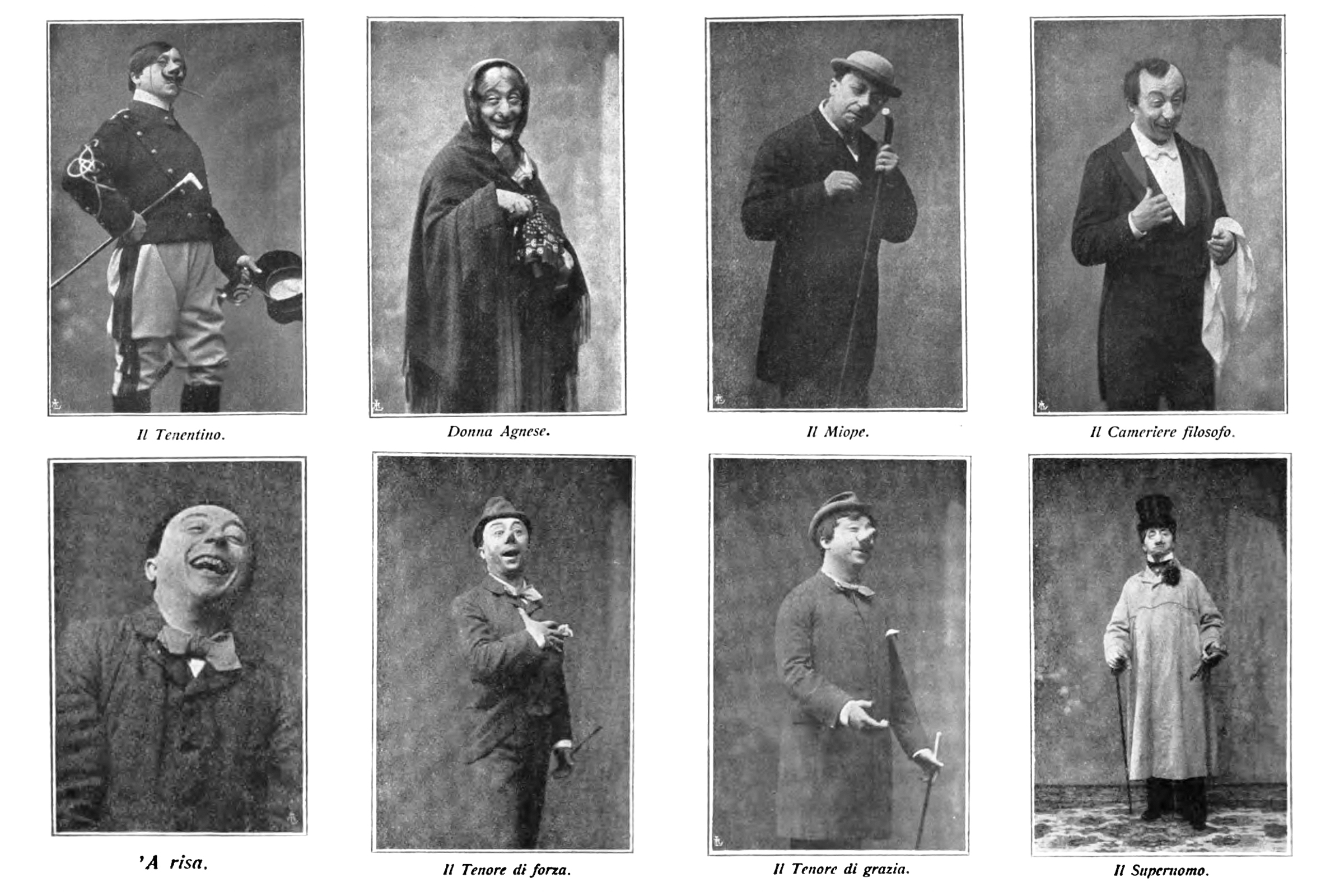
Serie di fotografie di Luca Comerio in cui Nicola Maldacea si produce in alcune delle sue più celebri macchiette

(Descrizione della macchietta nella sua forma ideale, con riferimento a Nicola Maldacea (Gazzetta Musicale di Milano, 1903))
La macchietta ha per oggetto un tipo, messo in scena in forma smaccatamente stereotipata e umoristica. Fra i tipi più comuni: la persona mantenuta (da parenti o consorti), l'onorevole, il maggiordomo o la domestica, il prete, il gendarme o il carabiniere, il dongiovanni, la persona esteticamente poco piacevole, lo stolto o l'ingenuo, il benefattore, l'esattore, lo scugnizzo, ma anche il disabile, il mutilato o lo zoppo, l'anziano, l'omosessuale o, più generalmente, il soggetto che la maggioranza dell'epoca considera per qualche ragione anomalo, curioso, ridicolo, pedante, o al di fuori della morale corrente.
Tale personaggio è presentato in modo caricaturale ed eccessivo, esasperandone e deformandone il modo di esprimersi, di pensare, l'abbigliamento, i caratteri somatici, comportamentali e psicologici. La messa in scena è spesso intrisa di allusioni, doppi sensi, eccessi, talora oscenità o volgarità, ma anche spunti ironici, comici, sfacciatamente ridicoli, irriverenti, grotteschi, buffi o paradossali.
Avendo come obiettivo principale quello di suscitare il riso, nella scrittura di scena la parte della macchietta ha solo in alcuni casi la complessità articolata del personaggio satirico di costume. Il tipo presentato nella macchietta, presentato in modo volutamente qualunquista e superficiale, rappresenta sovente un caso isolato di cui farsi burla, più che la espressione critica della società del tempo. Perciò, a differenza del personaggio classico di un'opera teatrale, coi propri differenti livelli di lettura e la propria evoluzione articolata nel corso della messa in scena, la macchietta mostra invece di solito un solo aspetto, quello più esplicito, su cui si concentra sino alla caricatura.
Nei suoi elementi di tipicità marcata, la macchietta può presentare talune affinità col ruolo del caratterista ma anche, talora e in specifiche rappresentazioni, con gli elementi messi in scena dalla figura del clown.

## Etimologia
Essendo la macchietta la rappresentazione di un soggetto stereotipato, semplificato, che la maggioranza considera anomalo o al di fuori della norma corrente, il termine è probabilmente una metonimia derivata per associazione dal diminutivo del termine macchia, ovvero qualcosa di appariscente, di diverso, sorprendente, fuori posto.
Nella pittura e nella scultura, inoltre, il termine è utilizzato per indicare l'abbozzo o il modello in piccolo dell'opera più grande, caratterizzato da semplicità ed essenzialità. Alla stesso modo, così come una macchia sulla tela è l'abbozzo più essenziale e caricaturale di un dipinto, anche il ruolo della macchietta è composto solo dai tratti più appariscenti ed essenziali del personaggio, fino a diventarne una caricatura.
Anche secondo lo stesso Nicola Maldacea l'etimologia era di ricercare nel parallelismo pittorico:
(Nicola Maldacea)